# ۷۱ گاو
۷۱ گاو یک ستاره است که در صورت فلکی ثور قرار دارد.